# Czasowniki modalne w języku niemieckim
Czasowniki modalne w języku niemieckim, podobnie jak czasowniki modalne w innych językach, służą w zdaniu do określania stosunku podmiotu lub mówcy do czynności wyrażanej przez czasownik główny.
Niemieckie czasowniki modalne to:
- dürfen – wyraża pozwolenie,
- können – wyraża możliwość bądź umiejętność,
- mögen – wyraża upodobanie, w niektórych użyciach także możliwość, życzenie lub pragnienie,
  - forma trybu Konjunktiv möchte wyraża chęć, łagodniej, odpowiednik polskiego chciałbym,
- müssen – wyraża konieczność bądź przymus (wewnętrzny lub zewnętrzny),
- sollen – wyraża powinność bądź rozkaz, w niektórych użyciach także domniemanie,
- wollen – wyraża chęć, zamiar.

## Odmiana w czasie teraźniejszym
Czasowniki modalne charakteryzują się nietypową na tle innych czasowników niemieckich odmianą w czasie teraźniejszym trybu orzekającego (Indikativ Präsens). Przyjmują równe, nieregularne formy pierwszej i trzeciej osoby liczby pojedynczej. Druga osoba liczby pojedynczej tworzona jest przez dodanie regularnej końcówki fleksyjnej -st do form osoby pierwszej i trzeciej (a nie do tematu).
Poniżej przedstawiono formy niemieckich czasowników modalnych w czasie teraźniejszym trybu orzekającego (Indikativ Präsens).
|             | dürfen | können | mögen | müssen | sollen | wollen |
| ----------- | ------ | ------ | ----- | ------ | ------ | ------ |
| ich         | darf   | kann   | mag   | muss   | soll   | will   |
| du          | darfst | kannst | magst | musst  | sollst | willst |
| er, sie, es | darf   | kann   | mag   | muss   | soll   | will   |
| wir         | dürfen | können | mögen | müssen | sollen | wollen |
| ihr         | dürft  | könnt  | mögt  | müsst  | sollt  | wollt  |
| sie, Sie    | dürfen | können | mögen | müssen | sollen | wollen |

## Inne formy
Czasowniki dürfen, können, mögen, müssen są czasownikami mieszanymi, a wollen i sollen tworzą formy Imperfekt, Partizip II i Konjunktiv II jak czasowniki regularne. Forma Partizip II czasowników modalnych jest jednak rzadko używana.
|                              | dürfen  | können  | mögen   | müssen  | sollen  | wollen  |
| ---------------------------- | ------- | ------- | ------- | ------- | ------- | ------- |
| Imperfekt (1. i 3. os. l.p.) | durfte  | konnte  | mochte  | musste  | sollte  | wollte  |
| Partizip II                  | gedurft | gekonnt | gemocht | gemusst | gesollt | gewollt |
| Konjunktiv II                | dürfte  | könnte  | möchte  | müsste  | sollte  | wollte  |

## Odmiana w czasach złożonych
W czasach złożonych, kiedy w zdaniu występuje czasownik posiłkowy, czasowniki modalne zachowują zawsze formę bezokolicznika (także w czasach przeszłych), np. Ich habe das machen müssen, a nie: *Ich habe das machen gemusst. Nie dotyczy to sytuacji, kiedy czasownik modalny występuje w zdaniu w funkcji czasownika głównego, np. Ich habe ihn sehr gemocht.
W konstrukcjach zdań podrzędnych wymagających szyku końcowego czasownik posiłkowy zajmuje pozycję przed dwoma bezokolicznikami (przed czasownikiem głównym i modalnym), np. Er sagt, dass ich das werde machen müssen, a nie: *Er sagt, dass ich das machen müssen werde.